# V busz (Budapest, 1996)
A budapesti V (gyors V) jelzésű autóbusz a Blaha Lujza tér és Albertfalva, Vegyész utca között közlekedett. A vonalat a Budapesti Közlekedési Rt. üzemeltette.

## Története
1996 augusztusa és októbere között közlekedett a Fehérvári úti és a nagykörúti vágányzár ideje alatt a 4-6V és 47V pótlóbusz összevont gyorsjárataként.

## Útvonala
| Albertfalva, Vegyész utca felé | Blaha Lujza tér felé |
| --- | --- |
| Blaha Lujza tér vá. – József körút – Ferenc körút – Petőfi híd – Irinyi József utca – Október huszonharmadika utca – Fehérvári út – Albertfalva, Vegyész utca vá. | Albertfalva, Vegyész utca vá. – Vegyész utca – Karcag utca – Építész utca – Fehérvári út – Október huszonharmadika utca – Irinyi József utca – Petőfi híd – Ferenc körút – József körút – Blaha Lujza tér vá. |

## Megállóhelyei
Az átszállási kapcsolatok között az azonos útvonalon közlekedő 4-6V és 47V pótlóbusz nincs feltüntetve!
| 0  | Blaha Lujza tér végállomás                        | 33 | 7, 7A, 7, 73, 78, 99, 99A, 173 4-6, 28, 37, 100 74 |
| 2  | Rákóczi tér                                       | 31 |                                                    |
| 4  | Baross utca                                       | 29 | 9, 17 83                                           |
| 6  | Üllői út                                          | 27 |                                                    |
| 8  | Mester utca                                       | 25 | 23, 30                                             |
| 10 | Boráros tér                                       | 23 | Csepeli HÉV 12, 15, 23, 23, 54 2, 2A               |
| 16 | Budafoki út                                       | 17 | 3, 3, 10, 12, 86                                   |
| 18 | Fehérvári út (↓) Október huszonharmadika utca (↑) | 15 | 12, 53, 86 47                                      |
| 19 | Bocskai út                                        | ∫  | 12, 53, 86 47                                      |
| 22 | Bártfai utca (↓) Hauszmann Alajos utca (↑)        | 11 |                                                    |
| 24 | Hengermalom út (↓) Etele út (↑)                   | 9  | 14, 114                                            |
| 26 | Andor utca (↓) Galvani utca (↑)                   | 7  |                                                    |
| 28 | Albertfalva kitérő                                | 5  | 41, 47A                                            |
| 30 | Albertfalva utca (↓) Fehérvári út (↑)             | 3  | 3, 14, 114 41, 47A                                 |
| 33 | Albertfalva, Vegyész utca végállomás              | 0  | 3, 10, 14, 114 41, 47A                             |